# Platyrhina sinensis
Platyrhina sinensis és un peix de la família dels rinobàtids i de l'ordre dels rajiformes.

## Morfologia
Pot arribar als 68 cm de llargària total.

## Reproducció
És ovovivípar.

## Distribució geogràfica
Es troba des de les costes del Japó fins al Vietnam.